# You Don't Own Me
 "You Don't Own Me" é uma música popular escrita pelos compositores John Madara e David White e gravada por Lesley Gore em 1963, quando Gore tinha 17 anos. A música foi a segunda gravação de maior sucesso de Gore e seu último single dos dez melhores. Em 27 de novembro de 2016, o Grammy Hall of Fame anunciou sua indução, juntamente com outras 24 músicas.

## Letra
A música expressa uma emancipação ameaçada, quando a cantora diz a um amante que eles não a possuem, que não devem lhe dizer o que fazer ou o que dizer, e que não devem exibi-la. A letra da música se tornou uma inspiração para as mulheres mais jovens e, às vezes, é citada como um fator na segunda onda do movimento feminista. Gore disse: "Minha opinião sobre a música foi: tenho 17 anos, que coisa maravilhosa, me levantar no palco e balançar o dedo para as pessoas e cantar que você não é o meu dono". No obituário de Gore, o New York Times se referiu a "You don't Own Me" como "indelével desafio".

## Desempenho gráfico
A música alcançou o número #2 na Billboard Hot 100 nos Estados Unidos. A música permaneceu no número dois por três semanas consecutivas em 1º de fevereiro de 1964, incapaz de superar o hit dos Beatles, "I Want To Hold Your Hand", e se tornou o segundo hit de maior sucesso de Gore, ao lado de "It's My Party". A música foi o último single dos dez melhores de Gore.
| Parada (1964)                      | Posição no gráfico |   |
| ---------------------------------- | ------------------ | - |
| Estados Unidos (Billboard Hot 100) | 2                  | 2 |

## Covers

### Versão Michèle Richard
A cantora canadense Michèle Richard gravou uma versão francesa da música, intitulada "Je suis libre", em 1964.

### Versão Dusty Springfield
Dusty Springfield lançou essa música em seu álbum de 1964, A Girl Called Dusty.

### Versão dos Ormsby Brothers
Ormsby Brothers lançou a primeira versão masculina dessa música em 1973. Os Irmãos eram da Nova Zelândia, e sua versão foi um sucesso entre os 10 melhores na Austrália naquele ano.

### Klaus Nomi version
A versão de Klaus Nomi foi seu primeiro single de estúdio lançado e foi incluída em seu álbum auto-intitulado lançado em 1981.

### Versão de Joan Jett
Joan Jett lançou um cover da música em seu álbum de estréia, originalmente intitulado Joan Jett, mas relançado como Bad Reputation. O primeiro lançamento de seu conhecido single I Love Rock 'n' Roll foi um single duplo com You Don't Own Me lançado em 1979. A versão de Joan é bastante fiel ao original, o nível de independência desafiadora permanece nos vocais, embora com o estilo vocal distinto de Joan.

### A versão do Blow Monkeys
The Blow Monkeys fez um cover da música para o filme de 1987 Dirty Dancing. A música é cantada de maneira semelhante à original, mas da perspectiva masculina. A letra não mudou da versão de Gore. A música foi gravada como uma música RB, e não como uma música pop direta.

### Versão de André Hazes
André Hazes gravou uma versão em holandês da música em 1981 para seu álbum Gewoon André; "Zeg Maar Niets Meer" era popular na Europa e alcançou o número 2 nas paradas holandesas no início de 1982.

### Versão de Eva Pilarová
Em 1998, Eva Pilarová cantou uma versão tcheca sob o nome "Cesta končí" no álbum Requiem.

### The First Wives Club- filme de 1996
A música fornece um momento chave no final do The First Wives Club (1996). As três "primeiras esposas" - Bette Midler, Diane Keaton e Goldie Hawn - começam a cantar e dançar, exultando em triunfo sobre seus ex-maridos egoístas. Keaton cantou em Annie Hall (1977) e Hawn lançou um LP em 1972, mas nenhuma delas foram conhecido por suas vozes. A versão delas pode ser vista aqui:  Esta versão foi lançada comercialmente em 1997 pela Columbia Records: XPCD842.

### Versão Mie Nakao
Com o título 恋と涙の１７才 (ou em romanji/english: Koi to Namida no 17sai (You Don't Own Me)), essa versão japonesa aparece no teaser "Finally Free" de 2018 da marca Uniqlo, dirigido por Marco Prestini (Flash Factory). O álbum 可愛いベイビー～中尾ミエ　アーリー・ヒッツ de Mie Nakao lançado em 2017, contém uma série de covers de músicas de trilha sonoras clássicas de filmes americanos.

### Versão da Saygrace
A cantora e compositora australiana Grace fez uma versão da canção sendo lançada como seu primeiro single. Com a participação do rapper americano G-Eazy. A versão de Grace foi produzida por Quincy Jones, que também produziu a gravação original de Lesley Gore e Parker Ighile. Foi lançado em 17 de março de 2015, um mês após a morte de Lesley Gore, e alcançou o número #1 no ARIA Charts, sendo posteriormente certificado pela ARIA como 3 × Platinum. A música também foi um sucesso na Nova Zelândia, alcançando o número #5 por duas semanas consecutivas, e no Reino Unido, alcançando o número #4.
Em uma entrevista ao House of Fraser, Grace disse que "[Quincy Jones] me contou como a música se saiu durante o movimento feminista e como foi uma declaração tão forte. Adorei a música, comecei a pesquisar sobre Lesley Gore e me apaixonei por ela como artista. [You Don't Own Me] realmente me inspirou." 
A música foi lançada em todo o mundo em 17 de março de 2015. Ele ganhou destaque no Reino Unido quando foi usado no anúncio de Natal da House of Fraser 2015. Também foi realizada pela concorrente do The X Factor Lauren Murray em 28 de novembro de 2015 e Matt Terry em 8 de outubro de 2016. O aumento da exposição da música ajudou a subir ao número quatro na parada de singles do Reino Unido. A música foi apresentada no terceiro trailer do filme de 2016 Esquadrão Suicida  e apareceu no álbum da trilha sonora do filme.
A canção foi apresentada na abertura do oitavo episódio de Riverdale em março de 2017, também como a música de fundo para o comercial do Ford Mustang GT 2018, com Helen Hunt e Evan Rachel Wood.
Um videoclipe dirigido por Taylor Cohen foi lançado em 1 de junho de 2015.